# Yakumo (train)
Pour les articles homonymes, voir Yakumo (homonymie).
Le Yakumo (やくも) est un train express existant au Japon et exploité par la compagnie JR West, qui relie la ville d'Okayama à celle d'Izumo.

## Gares desservies
Le Yakumo circule de la gare d'Okayama à la gare d'Izumoshi en empruntant les lignes Sanyō, Hakubi et San'in.
| Nom des gares      |
| ------------------ |
| Okayama            |
| Kurashiki          |
| Sōja*              |
| Bitchū-Takahashi   |
| Niimi              |
| Shōyama*           |
| Neu*               |
| Hōki-Daisen*       |
| Yonago             |
| Yasugi             |
| Matsue             |
| Tamatsukuri-Onsen* |
| Shinji*            |
| Izumoshi           |

Les gares marquées d'un astérisque ne sont pas desservies par tous les trains.

## Matériel roulant
Les services Yakumo sont effectués par des rames série 381. Ces dernières sont remplacées progressivement par des rames série 273 depuis le 9 avril 2024.

## Composition des voitures
Tous les trains sont complètement non fumeurs.
- Série 273 :

| N° de voiture | 1     | 2       | 3       | 4       |
| Agencement    | Green | Réservé | Réservé | Réservé |